# Wochma (Fluss)
Die Wochma (russisch Во́хма) ist ein rechter Nebenfluss der Wetluga in der Oblast Kostroma und der Oblast Wologda in Nordwestrussland.
Sie entspringt in einer Heidemoorlandschaft auf dem Nordrussischen Landrücken unmittelbar jenseits der Oblastgrenze in der Oblast Wologda. Sie fließt ein kurzes Stück nach Norden, dann wendet sie sich nach Osten und fließt anschließend innerhalb der Oblast Kostroma in überwiegend südlicher Richtung. Die gleichnamige Siedlung Wochma liegt wenige Kilometer westlich des Flusslaufs. Der Fluss erreicht nach 219 km den Wolga-Nebenfluss Wetluga und entwässert ein Areal von 5560 km². Sie wird wesentlich von der Schneeschmelze gespeist. Wichtige Nebenflüsse sind Karjug und Irdom von links, sowie Penoma und Wotsch von rechts.